# Llac Sawa
El llac Sawa (en àrab: بحيرة ساوة) és una conca endorreica situada a la governació iraquiana de Muthanna a prop del riu Eufrates, a uns 23 quilòmetres a l'oest de la ciutat d'Al-Samawa.

## Descripció
El llac Sawa és una massa d'aigua única a l'Iraq que es caracteritza pels alts valors de salinitat, de fins a 35 g/L. Les anàlisis químiques i d'isòtops van revelar el seu origen meteòric i van confirmar una alimentació principal de l'aigua subterrània ascendent del fons del llac mitjançant juntes, esquerdes i sistemes de fissures. El llac té una forma allargada amb 4,47 km de llargada per 1,77 km d'amplada. El nivell de l'aigua a l'estany és més alt que el terreny adjacent entre 1 i 4 metres. A més, el nivell de l'aigua del llac també és més alt que el nivell de l'aigua del riu Eufrates entre 5 i 7 metres. Al voltant del llac hi ha formacions de guix, que en ocasions arriben als 6 metres d'alçada. Es formen a causa de l'evaporació de l'aigua salada i la sedimentació de la sal als marges poc profunds del llac.

## Clima
El llac Sawa es caracteritza per un clima àrid. Les temperatures oscil·len estan entre els 27,6 i 44,6 °C. La precipitació mitjana anual és de 110 mm.

## Assecament del llac
A l'Iraq, el Juliol de 2022 el llac Sawa es va assecar, per primera vegada, i només va quedar un petit reducte d'aigua. Una zona humida amb una biodiversitat rica i punt de referència recreatiu, d'una extensió d'uns 5 km de longitud i gairebé dos d'ample, es va convertir en un erm, un camp de terra amb gran concentració de sal. Queden a la llum hotels i instal·lacions turístiques abandonades que durant la dècada dels 90 eren un punt popular entre els nuvis i famílies que hi anaven a nedar o a fer pícnic.

## Causes de la desaparició
El fet de ser una conca endorreica, sense sortida a cap mar ni a cap riu, fa que s'alimenti de les aigües superficials de la mateixa conca. La seva desaparició té dues causes: la sobreexplotació de l'aigua i els efectes del canvi climàtic.
El govern iraquià ha comptabilitzat més de 1.000 pous il·legals per a l'agricultura, als quals cal afegir-hi les fàbriques de ciment i de sal properes que han drenat les aigües subterrànies que alimenten el llac. Aquesta és la part que depèn directament de l'acció humana. Aquesta no és una situació puntual, sinó que hi ha altres llacs del país que segueixen aquest mateix camí per la sobreexplotació d'aquest recurs.
L'escalfament del planeta també es deixa sentir amb força en aquesta regió. De fet, s'estima que les pluges han disminuït un 30% respecte als valors normals, al mateix temps que han augmentat les temperatures, cosa que ha implicat un increment fort de l'evaporació. L'Iraq és un país afectat per la desertització i considerat un dels cinc més vulnerables al canvi climàtic.